# بنا العبد

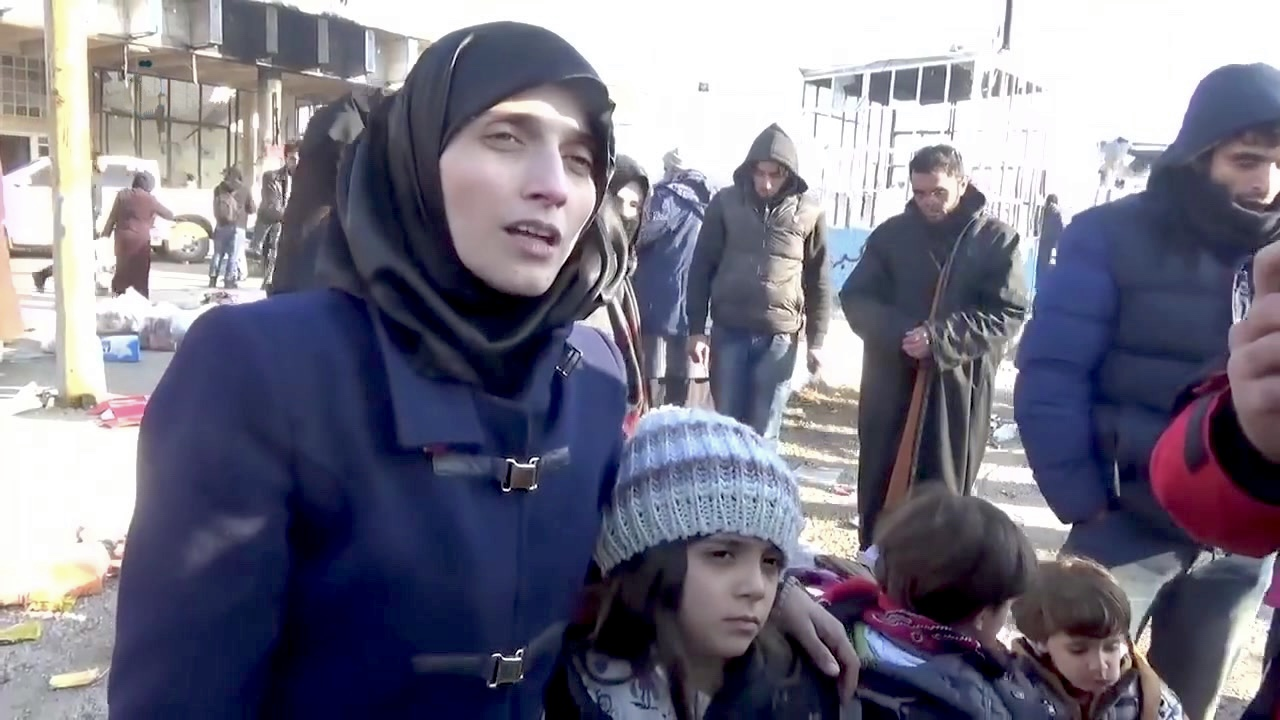
بنا العبد با مادرش در سال ۲۰۱۶

بنا العبد (به انگلیسی Bana al-Abed)، (زاده ۲۰۰۹م) دختر سوری است که از طریق شبکه اجتماعی توئیتر در مورد جنگ سوریه به انتشار مطالب می‌پردازد.

## تاریخچه
حساب توئیتر العبد با شناسه AlabedBana@ از تاریخ ۲۴ سپتامبر ۲۰۱۶ فعال شده و توانسته است که به سرعت دنبال کننده‌های زیادی را به خود جلب کند. طی مدت کوتاهی بسیاری از رسانه‌های خارجی دربارهٔ بنا، دختربچه هفت ساله‌ای که از شهر حلب توییت می‌کند، خبر منتشر کرده‌اند. جهت گیری توئیت‌های او بر ضذ حکومت بشار اسد است.
او در دسامبر ۲۰۱۶ ار حلب خارج شده و به ترکیه رفت و در کاخ ریاست جمهوری ترکیه با رجب طیب اردوغان ملاقات کرد.

## خانواده
مادر او فاطمه نام دارد که گفته می‌شود معلم زیان انگلیسی بوده و در نوشتن مطالب به بنا کمک می‌کند. بنا پیش از این در صفحه توئیتر خود نوشته بود که پدرش کشته شده است؛ ولی مشخص شده است که پدر او در سلامتی در ترکیه بسر می‌برد. در ماه‌های پایانی سال ۲۰۱۶ تصاویری از پدر بنا با پرچم داعش و اسلحه به دست در کنار پیکارجویان منتشر شد که تردیدهای بسیاری دربارهٔ درستی پیامها و داستانهای او مطرح کرده است.

## نامه به ترامپ
العبد چند روز قبل از تحلیف دونالد ترامپ به عنوان رئیس جمهور جدید ایالات متحده آمریکا نامه‌ای به او نوشت و از ترامپ خواست تا برای نجات مردمش به اقدام مؤثری دست بزند. علاوه بر این او بعد از حمله موشکی آمریکا به پایگاه هوایی الشعیرات در مطلبی به موشک‌های آمریکایی خوش آمد گفت.

## تشکیک‌های وارد شده توسط کارشناسان
شبهه‌های زیادی در مورد العبد وجود دارد. این اکانت می‌تواند توسط هر کسی از هر جایی هدایت شود. علاوه بر این پیام‌های ارسالی توسط بنا بالاتر از حد یک دخترک هفت ساله است خصوصاً با توجه به اینکه انگلیسی زبان مادری او نیست. جولیت توما سخنگوی سازمان یونیسف می‌گوید هیچ راهی برای اینکه به طور قطع بدانیم که آیا توئیت‌ها از داخل حلب و توسط یک دختر هفت ساله زده می‌شود وجود ندارد.
برخی از او خواسته‌اند لوکیشن خود را فعال کند تا مشخص شود که ایا واقعاً در حلب است. برخی تعجب کرده‌اند که یک دختربچه سوری چطور می‌تواند به زبان انگلیسی بنویسد یا حرف بزند و سؤال دیگر این است که با این حجم ویرانی در شهر حلب چطور ممکن است ساکنان این شهر به وسایل ارتباطی و اینترنت دسترسی داشته باشند؟